# Corethrella appendiculata
Corethrella appendiculata är en tvåvingeart som beskrevs av Grabham 1906. Corethrella appendiculata ingår i släktet Corethrella och familjen Corethrellidae. Inga underarter finns listade i Catalogue of Life.